# Selección femenina de balonmano de Hungría

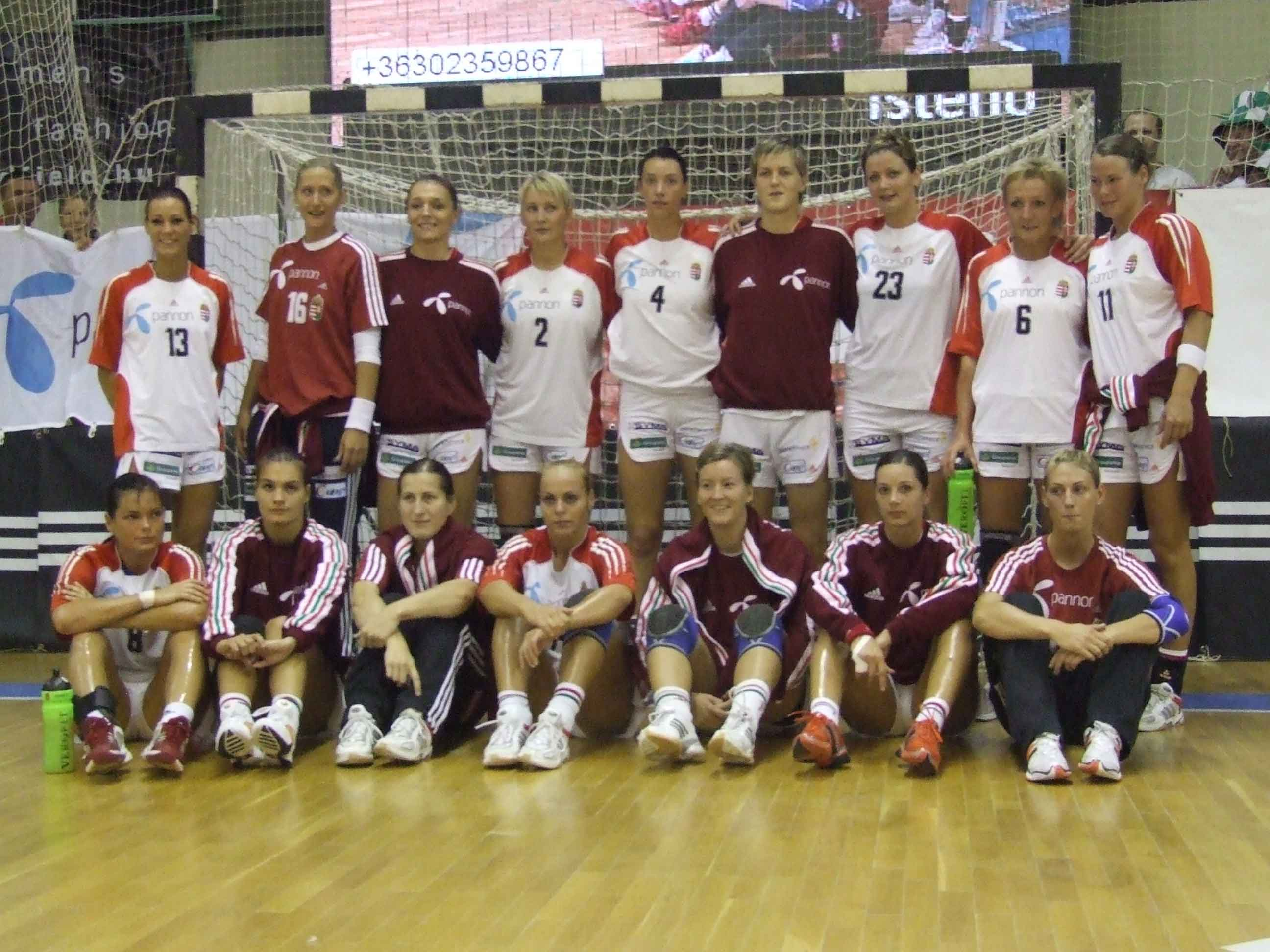
Selección femenina de balonmano de Hungría de 2007

La selección femenina de balonmano de Hungría es el equipo de balonmano que representa a Hungría en la competiciones de selecciones nacionales femeninas.

## Resultados
En el Campeonato Mundial de Balonmano Femenino resultó primera en 1965, segunda en 1957, 1982, 1995 y 2003, tercera en 1971, 1975, 1978 y 2005, cuarta en 1973 y quinta en 1962 y 1999.
Hungría ha obtenido la medalla de plata en los Juegos Olímpicos de 2000, el bronce en 1976 y 1996, el cuarto puesto en 1980 y 2008, y el quinto en 2004.
En el Campeonato Europeo de Balonmano Femenino, la selección de Hungría ha finalizado primera en 2000, tercera en 1998, 2004, 2012 y 2024, cuarta en 1994 y quinta en 2002 y 2006.
Algunas jugadoras destacadas recientemente en la selección de Hungría han sido Anita Görbicz, Orsolya Vérten, Orsolya Herr, Zsuzsanna Tomori, Piroska Szamoránsky, y Zita Szucsánszki. La gran mayoría de las jugadoras actuales provienen de los clubes húngaros Ferencvárosi y Győri.